# Telmatoscopus panergus
Telmatoscopus panergus är en tvåvingeart som beskrevs av Quate 1967. Telmatoscopus panergus ingår i släktet Telmatoscopus och familjen fjärilsmyggor. Inga underarter finns listade i Catalogue of Life.